# Fléac
Fléac település Franciaországban, Charente megyében. Lakosainak száma 3856 fő (2022. január 1.). Fléac Angoulême, Asnières-sur-Nouère, Linars, Nersac, Saint-Michel, Saint-Saturnin, Saint-Yrieix-sur-Charente és Vindelle községekkel határos.

## Népesség
A település népességének változása:
| Lakosok száma | 1417 | 2588 | 2704 | 3442 | 3656 | 3708 | 3742 | 3818 | 3865 | 3856 |
|               | 1968 | 1982 | 1990 | 2006 | 2013 | 2015 | 2017 | 2019 | 2020 | 2022 |